# Jens Arnbak
Jens Christian Arnbak (Aarhus, 10 december 1943 - Den Haag, 20 februari 2017) was een Deens natuurkundige. Hij is in Nederland vooral bekend geworden als voorzitter van de Opta.

## Biografie
Arnbak voltooide in 1968 een studie natuurkunde aan de Technische Universiteit van Denemarken en in 1970 haalde hij zijn doctoraal. Hij verhuisde in 1972 naar Nederland. In 1979 werd hij benoemd tot hoogleraar in de telecommunicatie aan de Technische Universiteit Eindhoven. Zijn benoeming tot hoogleraar aan de  aan de Technische Universiteit Delft volgde in 1986.
Van 1997 tot augustus 2005 was hij de eerste voorzitter van de Opta. Hij werd opgevolgd door Chris Fonteijn. In 2002 werd hij tevens gekozen als voorzitter van de Europese telecom-regulatoren (ERG), een adviesorgaan van de Europese Commissie en de voorganger van de huidige Orgaan van Europese regelgevende instanties voor elektronische communicatie (BEREC).
 Op 7 november 2008 gaf hij zijn afscheidscollege aan de TU Delft met als onderwerp "From Vikings to Virtual Networks". In 2010 keerde hij met zijn gezin terug naar Denemarken.
Hij was onder meer lid van een commissie van drie die adviseerde over de toekomst van het staatsbedrijf der PTT (1984-1985) en lid van de commissie-Franken die adviseerde inzake computercriminaliteit (1985-1987). In 1991 werd hij benoemd tot erelid van de Electrotechnische Vereeniging. Ook was hij lid van de Netherlands Academy of Technology and Innovation. Hij was Ridder in de Orde van de Nederlandse Leeuw.

### Familie
Arnbak was getrouwd met Fleur Alix (1945), dochter van Pierre Louis d’Aulnis de Bourouill. Ze woonden in Den Haag en kregen drie zonen.